# اکلینگروده
اکلینگروده (به آلمانی: Ecklingerode) یک شهر در آلمان است که در Eichsfeld واقع شده‌است. اکلینگروده ۸۱۵ نفر جمعیت دارد.